# Nevřeň
Nevřeň je obec v okrese Plzeň-sever v Plzeňském kraji. Žije v ní 305 obyvatel. Nevřeň leží zhruba třináct kilometrů směrem na severozápad od centra Plzně a čtrnáct kilometrů severně od Nýřan. Poblíž obce se nacházejí pozůstatky povrchových lomů i podzemních dolů, dříve sloužících k těžbě kaolinu a černého uhlí.

## Historie
Přesné datum založení obce není známo, existuje pouze dohad, že Nevřeň pravděpodobně založil v první polovině 14. století některý z příslušníků západočeského rodu Hroznatovců. První písemná zmínka o vesnici jménem Newrzien pochází z roku 1364, kdy ji koupili majitelé hradu Bělá. Ve vlastnictví obce, respektive její části, je od roku 1484 vystřídal Markvart z Úlic a po něm plzeňský soukeník Vít. Podle jeho závěti se od roku 1487 stala Nevřeň na 150 let majetkem města Plzně.

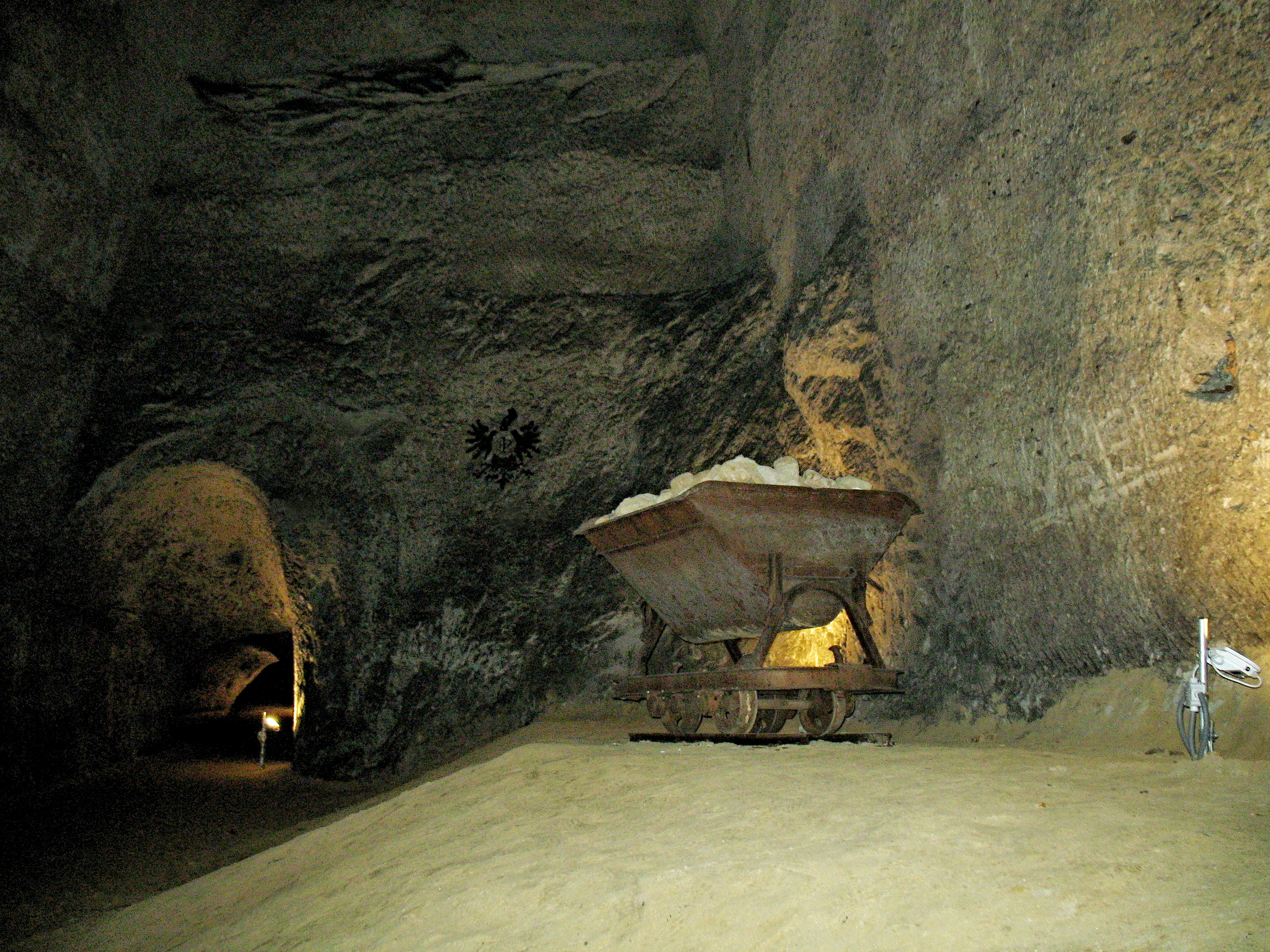
Památky na těžbu kaolinu v hlubinném Dole Nevřeň

V roce 1651 koupil panství Nekmíř od Jana Vikarta Vřesovce z Vřesovic polní maršálek Jan Zikmund Bedřich hrabě Gőtz. Po jeho smrti v roce 1662 Gőtzova manželka Marie Isabella Trčková z Lípy panství rozšířila a zahrnula do něj i Nevřeň.
V roce 1895 Nevřeň (tehdy zvanou Nebřem) s nekmířským panstvím koupil od Lobkowitzů plzeňský právník JUDr. Stanislav Wopršálek. Podle Slovníku Království českého bylo v uvedeném roce v Nevřeni 56 domů s 381 obyvateli. Součástí obce byly též dvě osady – Nová Hospoda a Kokořov.
Od poloviny 19. století se u vesnice těžilo černé uhlí uložené v jediné sloji s mocností 0,6 až jeden metr v hloubce čtrnáct až 93 metrů. Nejstaršími provozy byly doly Adam a Chrisogon. Roku 1910 byl jihovýchodně od vesnice otevřen důl Irena hluboký 43 metrů. Těžba začala až v roce 1917 a už po dvou letech skončila. Obnovena byla roku 1920 a Mezi roky 1870 a 1897 se na území obce těžil kaolin.
Osada Nová Hospoda se sedmi popisnými čísly zůstala součástí Nevřeně až do 21. století, zatímco Kokořov byl v roce 1960 převeden pod správu obce Všeruby.

## Obyvatelstvo
| Rok            | 1869 | 1880 | 1890 | 1900 | 1910 | 1921 | 1930 | 1950 | 1961 | 1970 | 1980 | 1991 | 2001 | 2011 | 2021 |
| -------------- | ---- | ---- | ---- | ---- | ---- | ---- | ---- | ---- | ---- | ---- | ---- | ---- | ---- | ---- | ---- |
| Počet obyvatel | 392  | 318  | 321  | 322  | 368  | 512  | 469  | 353  | 316  | 290  | 243  | 185  | 210  | 268  | 296  |
| Počet domů     | 49   | 52   | 56   | 68   | 71   | 75   | 85   | 95   | 83   | 80   | 78   | 75   | 85   | 89   | 106  |

## Obecní správa
Mezi lety 1869–1985 Nevřeň byl obcí v okrese Plzeň (1869–1930), poté v okrese Plzeň-okolí (1950) a později v okrese Plzeň-sever. Od 1. ledna 1986 do 23. listopadu 1990 patřil jako část města k Všerubům a od 24. listopadu 1990 je opět samostatnou obcí.

### Obecní symboly
Znak a vlajka byly obci uděleny rozhodnutím předsedkyně Poslanecké sněmovny Parlamentu České republiky dne 12. dubna 2024.

## Pamětihodnosti

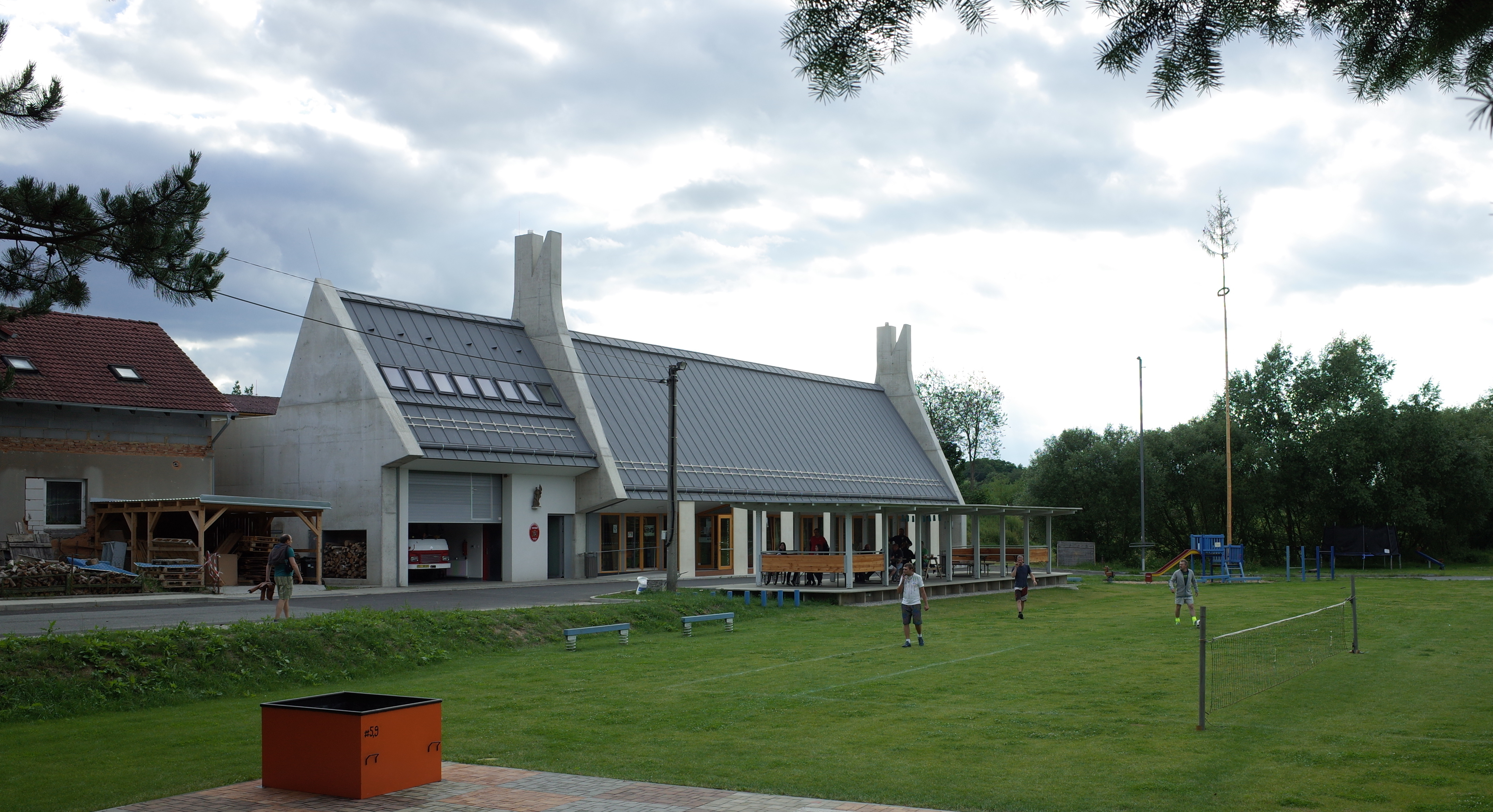
Centrum Caolinum Nevřeň

Centrum CaolinumV roce 2014 bylo v obci otevřeno Centrum Caolinum – multifunkční společenské centrum spojené s hasičskou zbrojnicí (která vyhořela o dva roky dříve). V centru je stálá expozice těžby kaolinu. Novostavba Centra Caolina získala druhé místo v Ceně Klubu Za starou Prahu za rok 2016.
Hlubinný důlDne 15. června 2019 se pro veřejnost otevřel i bývalý kaolinový důl, jehož nový vstupní portál se nachází asi 750 metrů severovýchodně od Centra Caolinum. Těžba v tomto dole byla zahájena roku 1870, avšak již v roce 1897 byla pro nízkou kvalitu dobývané suroviny a logistické problémy spojené s kvalitou cest nezbytných pro přepravu vytěženého materiálu ukončena. Tento důl patří spolu s dolem Orty u Hosína na předměstí Českých Budějovic k nejhodnotnějším příkladům dobývání kaolinu podzemním způsobem v České republice.

## Galerie

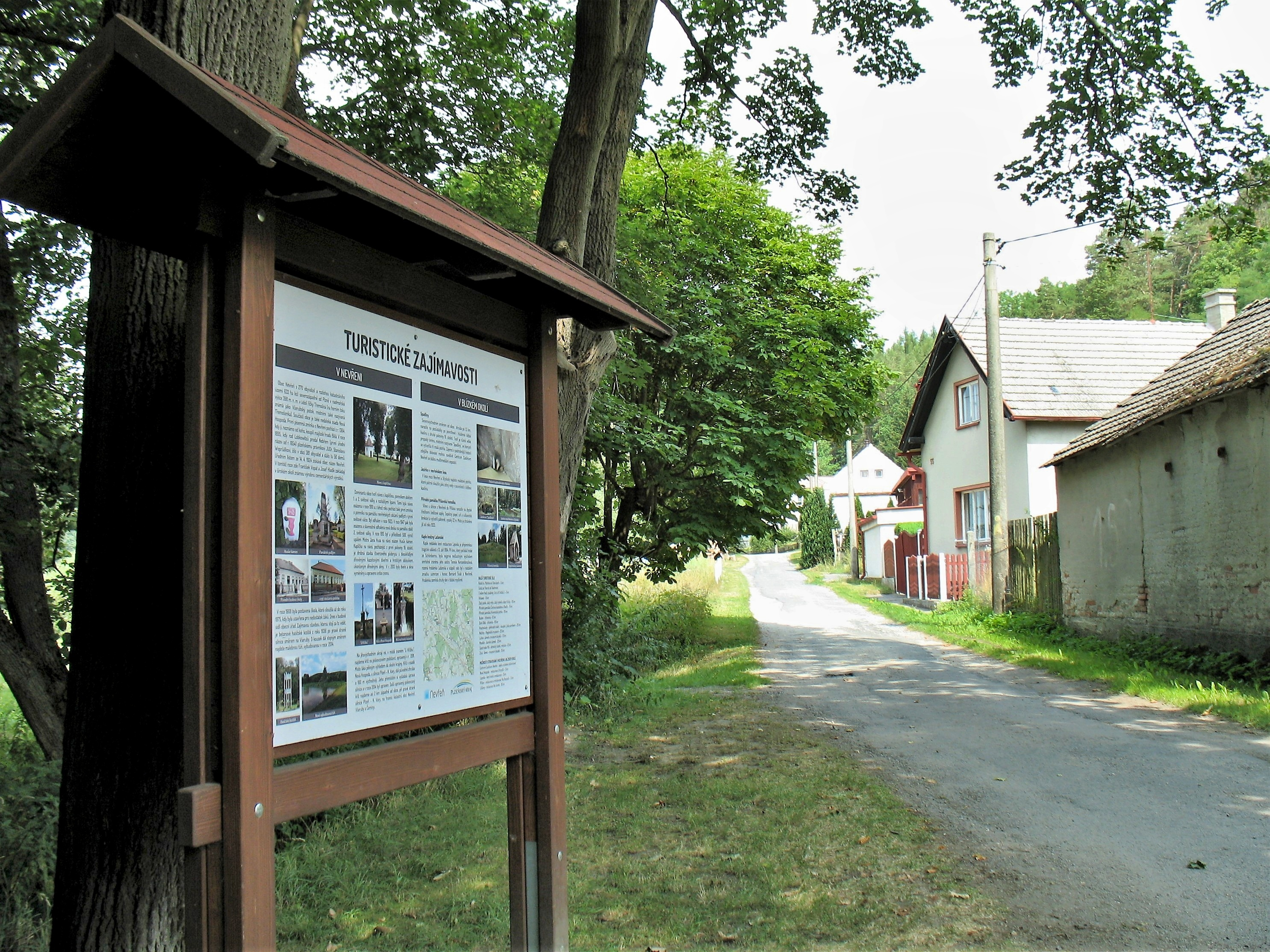
Turistické informace o obci a okolí
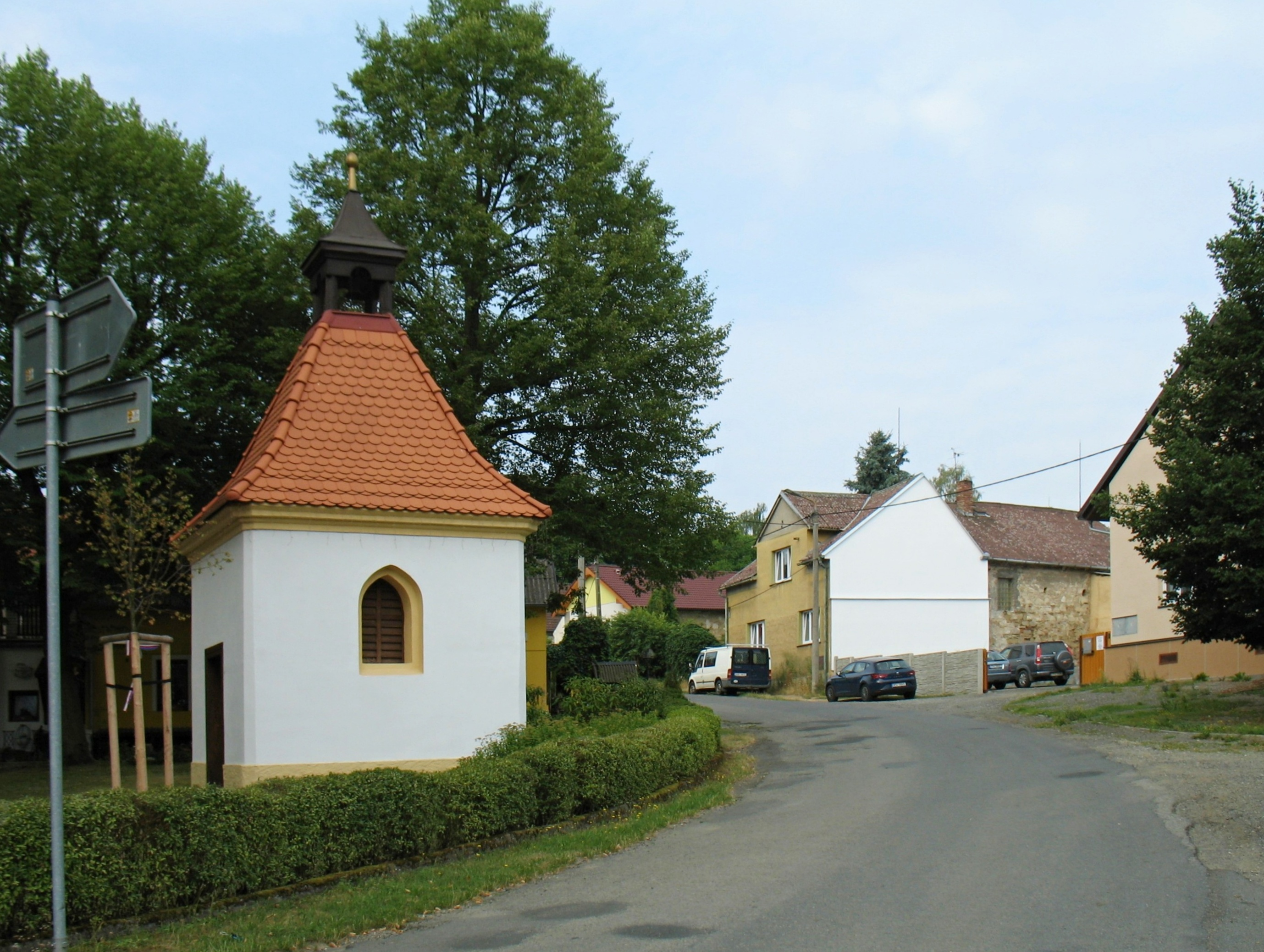
Kaplička na návsi
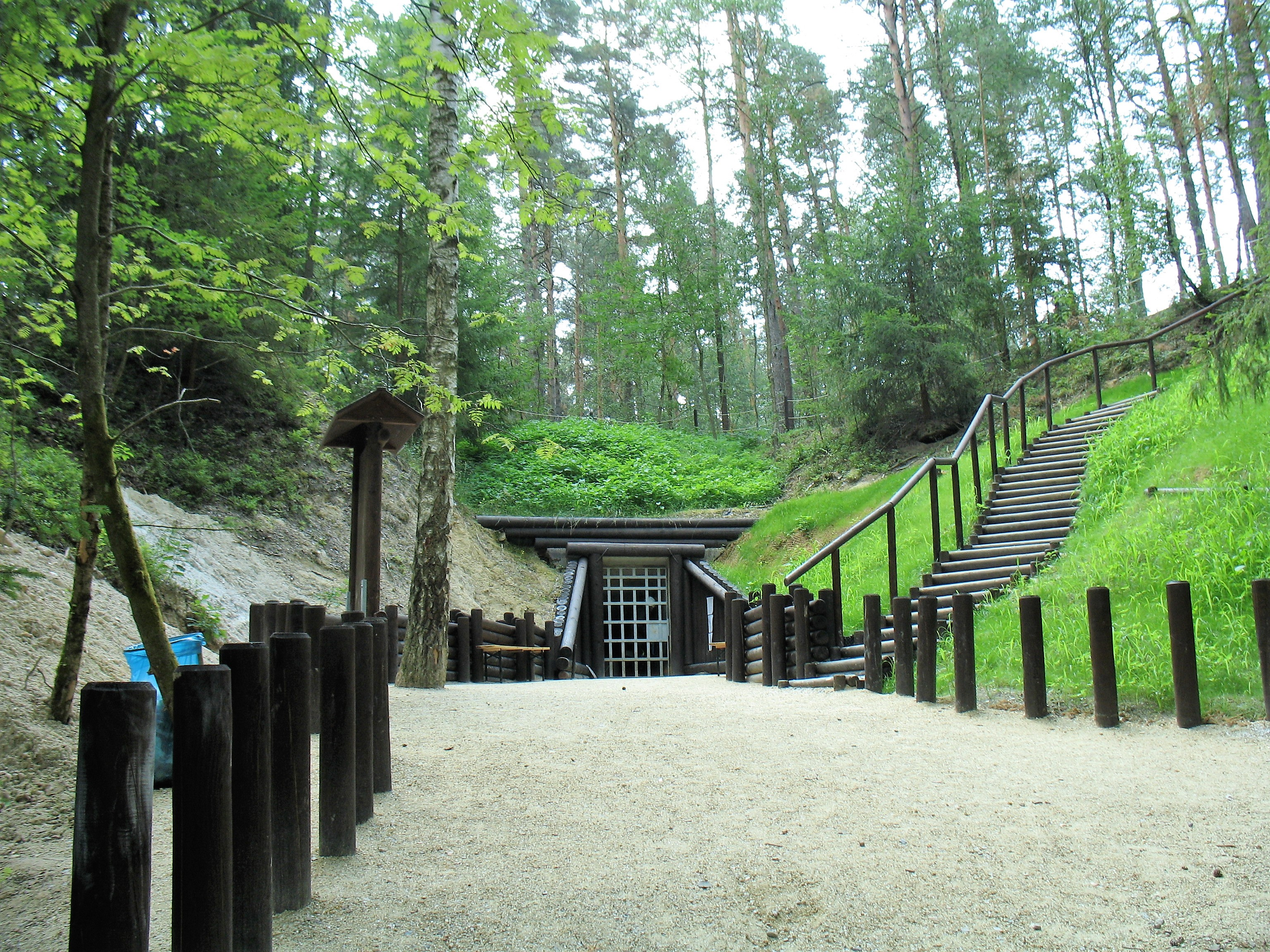
Prostranství u vstupu do hlubinného dolu
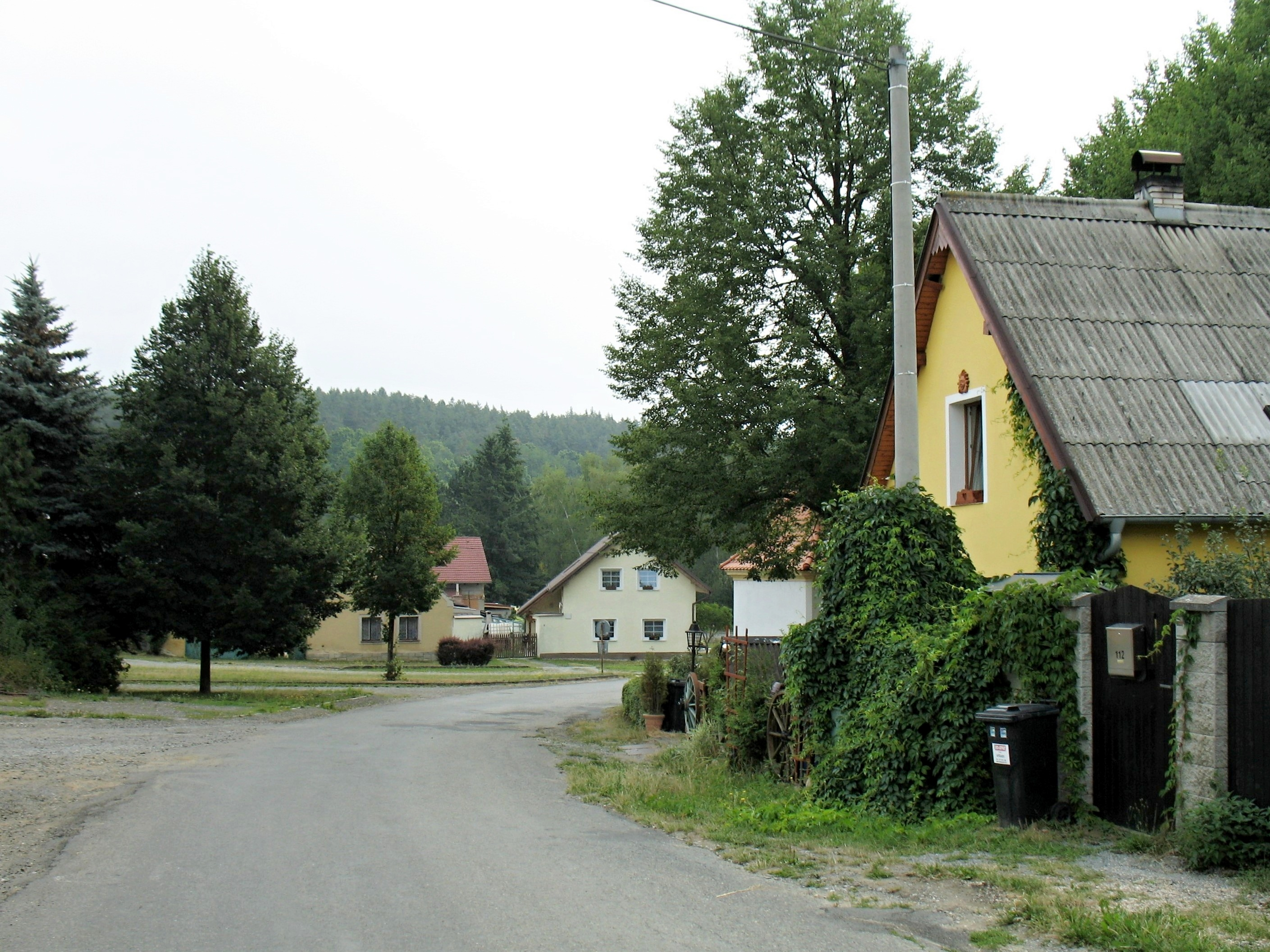
Pohled na náves od jihozápadu
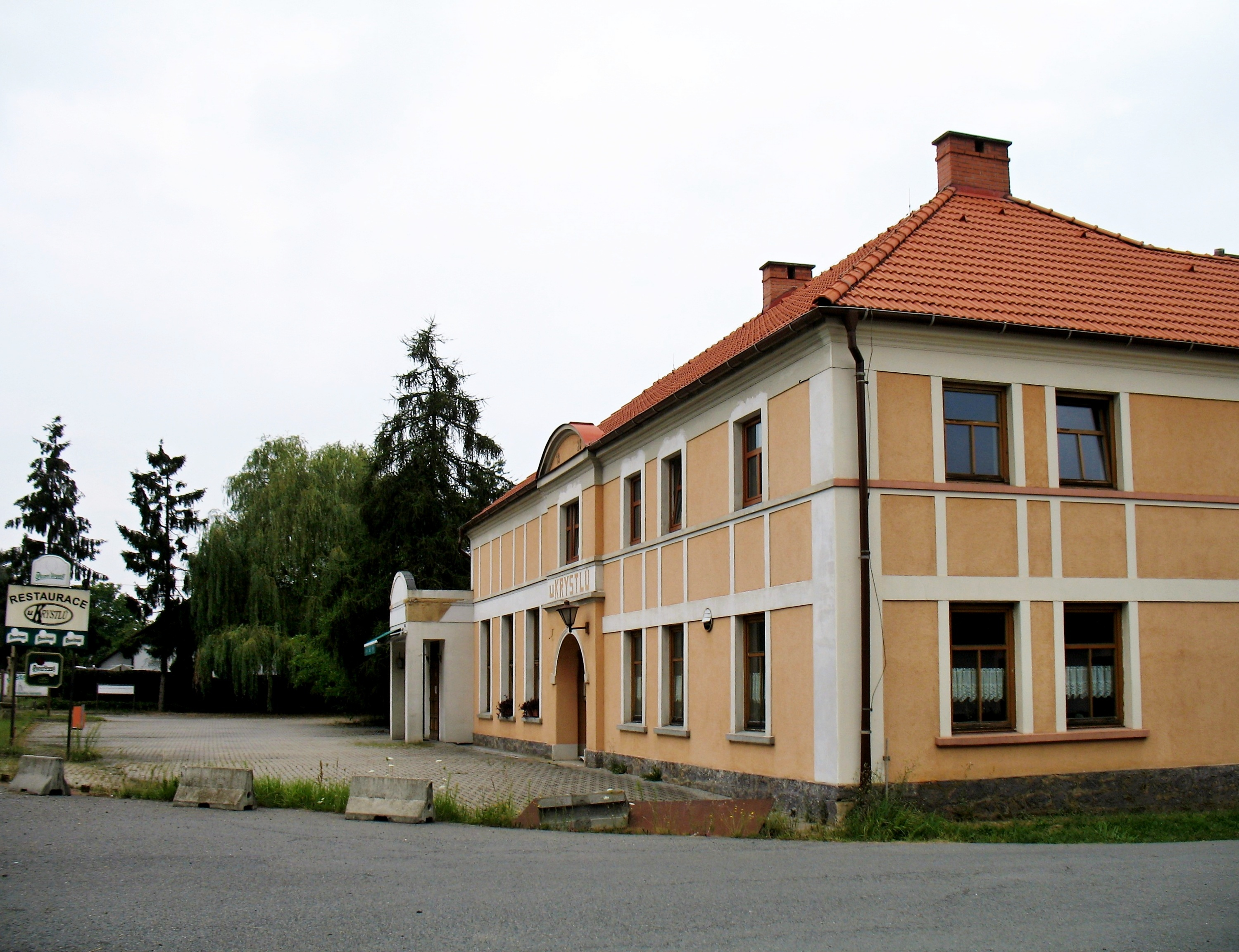
Restaurace U Krystlů v osadě Nová Hospoda